# فوجيان
| 福建省 = Fújiàn Shěng الاسم المختصر: 闽閩 = Mǐn |                                                                    |
| تبدو مقاطعة فوجيان باللون المغاير في هذه الصورة |                                                                    |
| أصل التسمية                                     | 安 = fú福 fú - فوزهو 建 jiàn - جياناو الاسم مركب من اسمين لمدينتين |
| نظام الإدارة                                    | مقاطعة                                                             |
| العاصمة                                         | فوزو                                                               |
| رئيس لجنة الحزب الشيوعي الصيني المحلية          | لو زهانغونغ                                                        |
| الحاكم                                          | هانغ زياوجنغ                                                       |
| المساحة                                         | 121400 كلم² (الـ23)                                                |
| السكان (2002) - الكثافة السكانية                | 35,110,000(الـ18) 289/كلم² (الـ14)                                 |
| الناتج المحلي الخام (2008)                      | 1.08 ترليون ¥ (الـ10)                                              |
| أهم القوميات (2000)                             | الهان - 98% شي - 1% هوي - 0.3%                                     |

مقاطعة فوتسيان هي أحد مقاطعات الصين الساحلية تقع على مضيق تايوان في الجزء الجنوب شرقي للصين.

## تاريخ
أوضحت اكتشافات أثرية حديثة أن فوجيان (على وجه الخصوص منطقة الشواطئ الشمالية حول فوجو) مرت بالعصر الحجري في أواسط الألفية السادسة قبل الميلاد. ففي موقع كيكيوتو للحفر (7450–5590 BP) في جزيرة بينجتان والتي تبعد 70 كم جنوبي شرق فوجيان، اُكتشفت عدة أدوات مصنوعة من الحجارة، الجاد، العظام، الخزف ومن هذه الأدوات دولاب غزل.
وموقع تانشيشان (昙石山) (5500–4000 BP) في ضواحي فوجو الذي مر بالعصر الحجري والنحاسي كذلك، وجدت أبنية مستديرة تحت الأرض تقريبا. أما عن موقع هونغتولون (黄土崙) في ضواحي فوجو أيضا فلقد مر بالعصر البرونزي.
فوجيان كانت مقر مملكة Minyue. كلمة Minyue مشتقة من كلمتين "Mǐn" و"Yue" (نسبة إلى ولاية يو، مملكة من عصر الخريف والربيع مقرها محافظة جيجيانغ في الشمال، وسميت بذلك نسبة لعائلة يو الملكية التي فرت إلى فوجيان بعد أن غزتها ولاية تشو في عام 306 قبل الميلاد).

## معرض صور

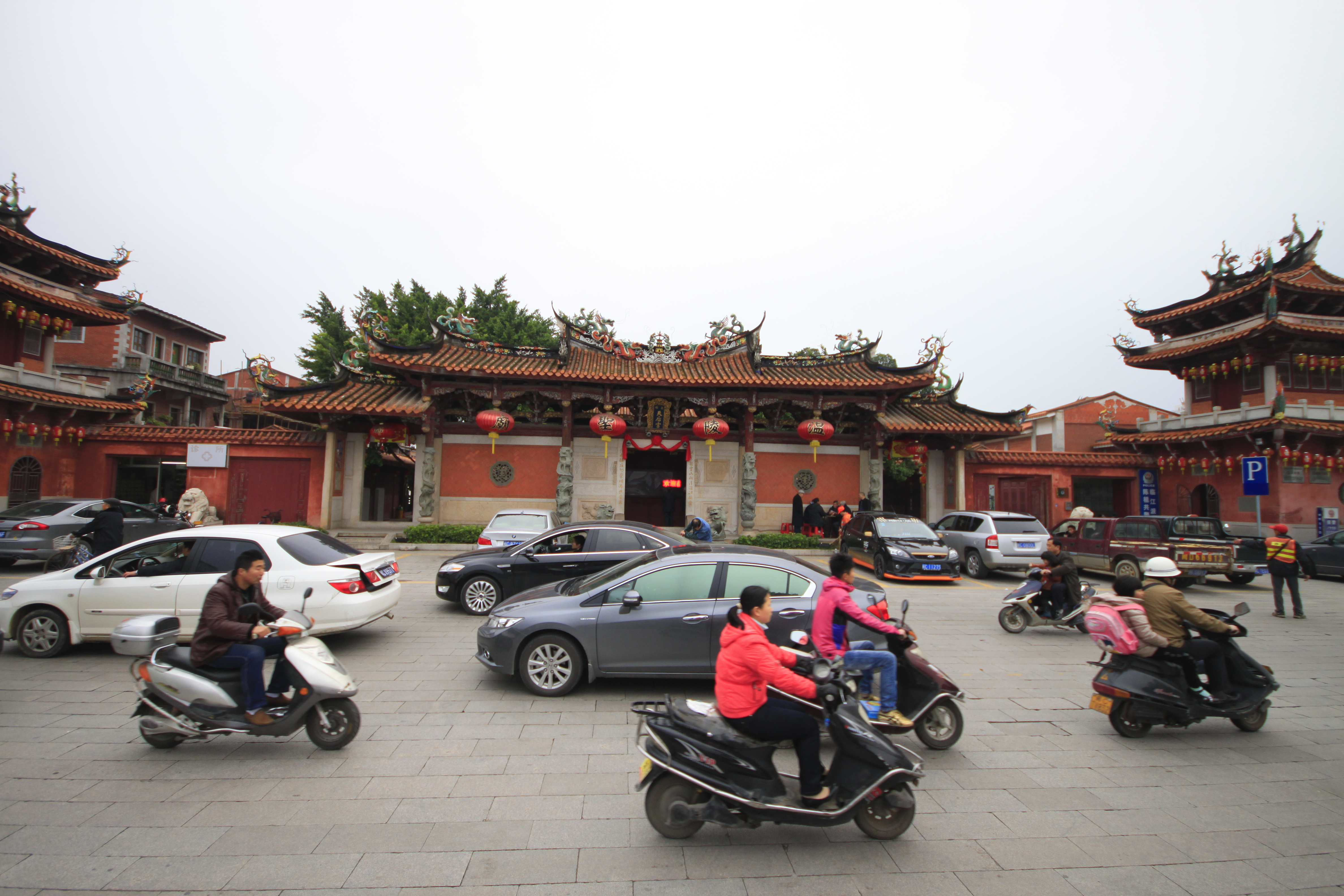
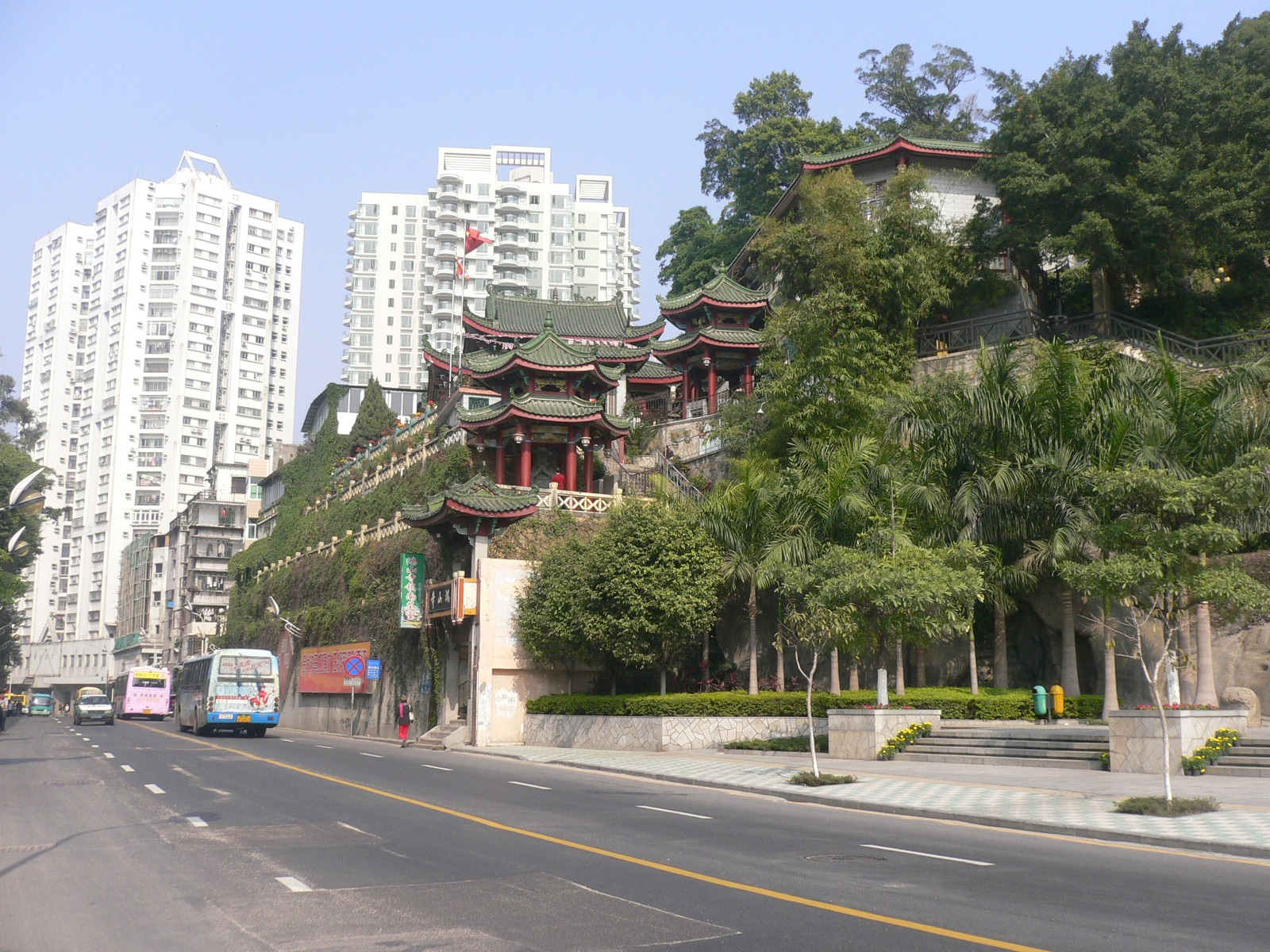
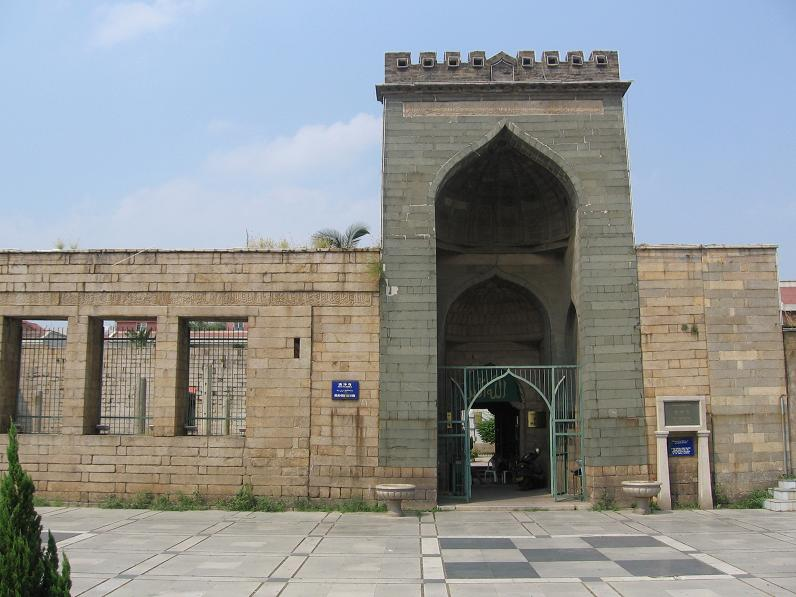
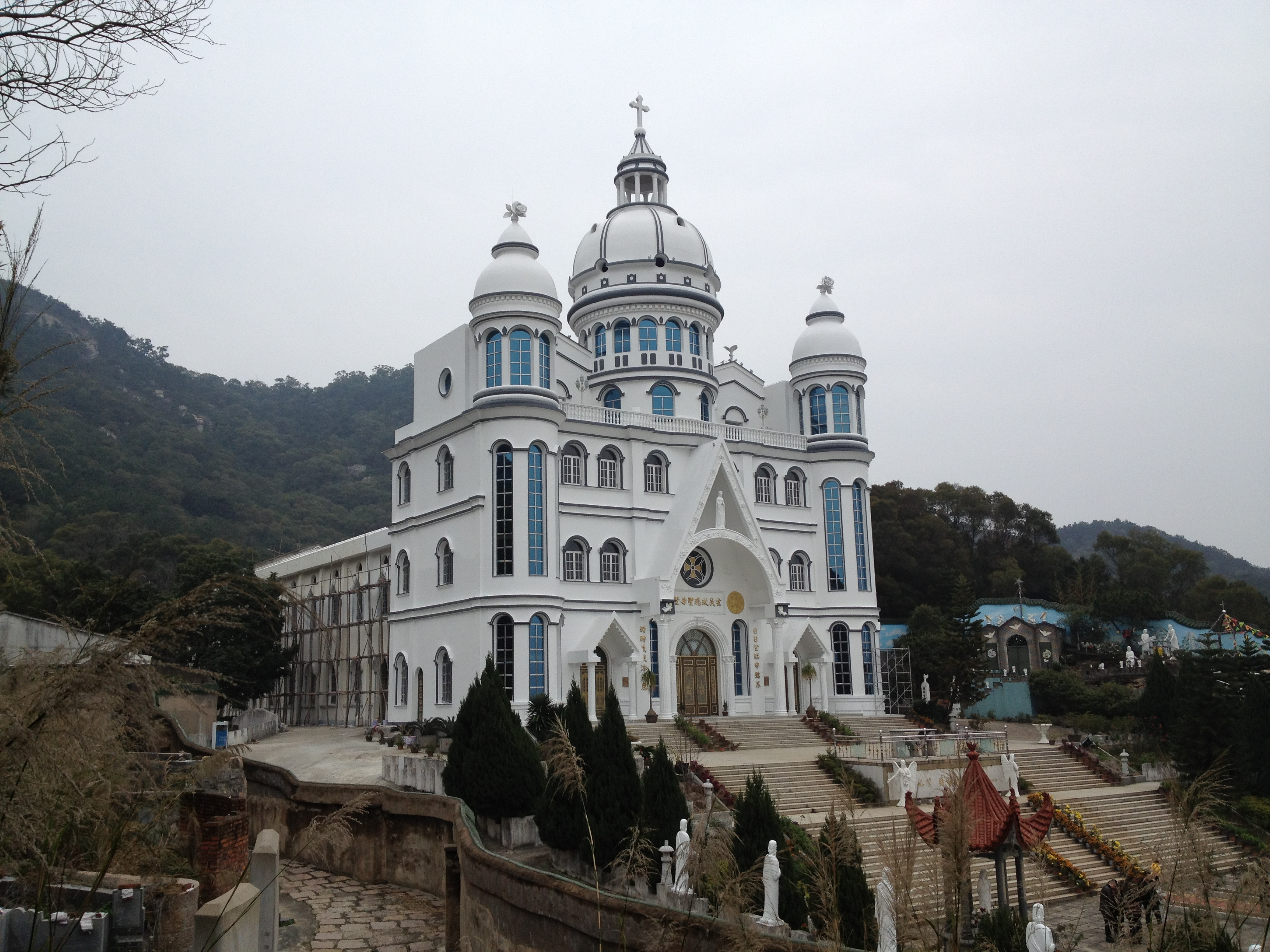
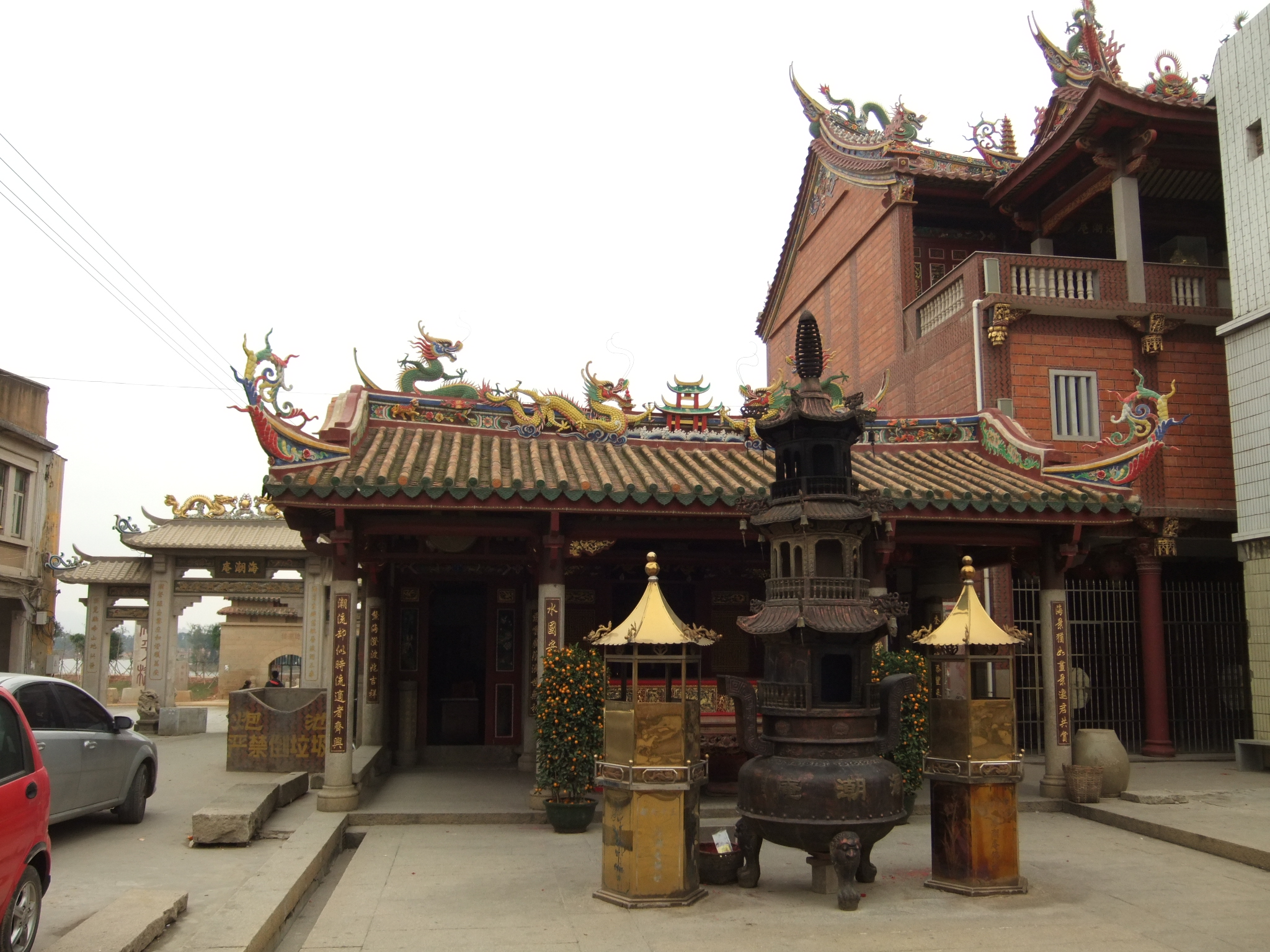
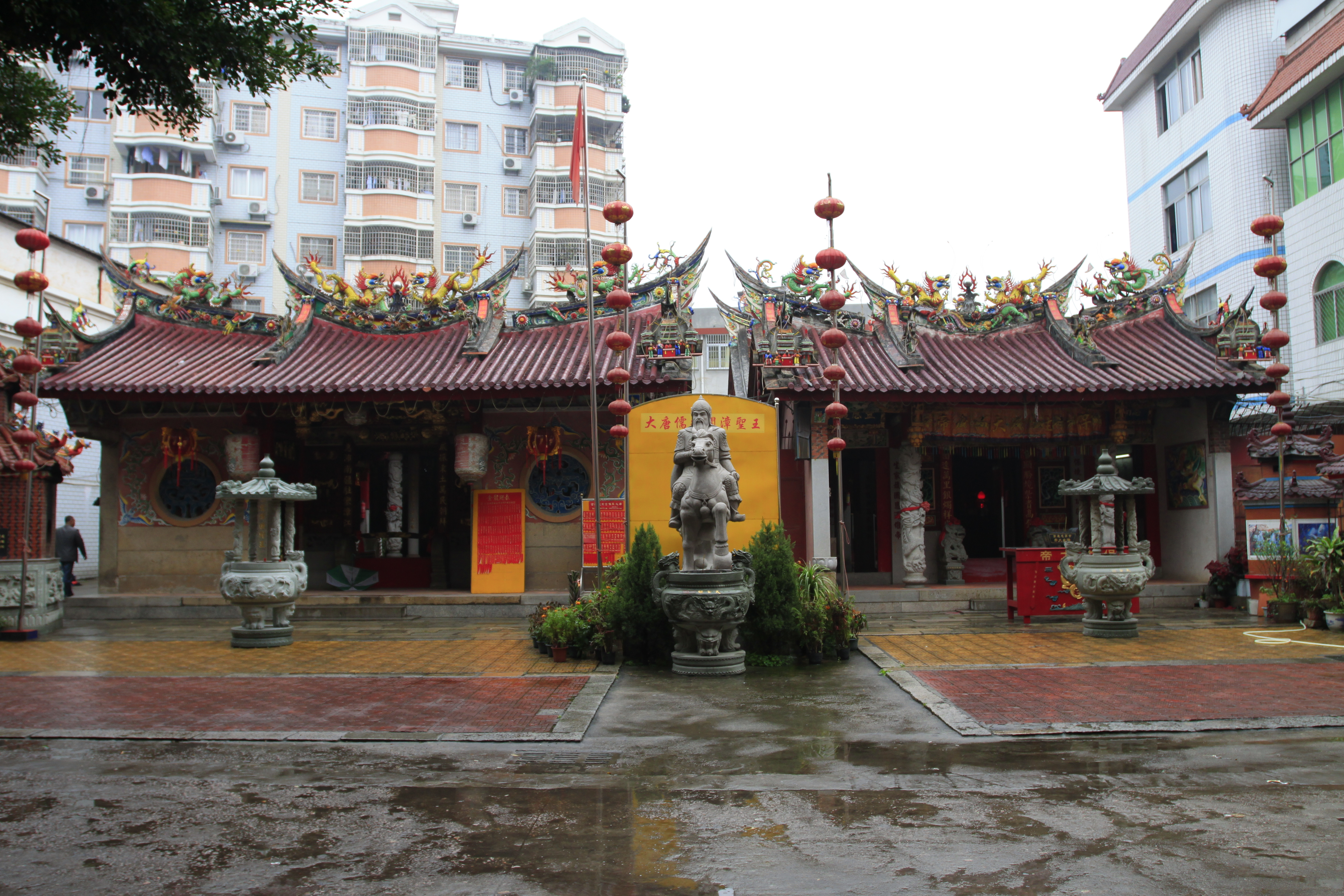

## توأمة
لفوجيان اتفاقيات توأمة مع كل من:
- ناغاساكي (16 أكتوبر 1982 - )
- أوكيناوا (4 سبتمبر 1997 - )

## أعلام
- تان يو
- أندرو تان
- كريستوفر تشيونغ
- دا تشن
- تشانغ يي